# Leucopogon melaleucoides
Leucopogon melaleucoides är en ljungväxtart som beskrevs av Allan Cunningham och Dc. Leucopogon melaleucoides ingår i släktet Leucopogon och familjen ljungväxter. Inga underarter finns listade i Catalogue of Life.